# Hallingskarvet
Das Hallingskarvet ist ein etwa 35 km langer Gebirgskamm in Südnorwegen. Der Gebirgskamm liegt östlich des Hardangerjøkulen-Gletschers und nördlich der Hardangervidda-Hochebene, in etwa zwischen den Orten Geilo und Finse. Der höchste Punkt ist der Folarskardnuten mit 1933 moh., welcher auch den höchsten Punkt in der ehemaligen Provinz Buskerud darstellt. Im oberen Bereich gestaltet sich das Massiv plateauartig.
Nördlich des Kamms liegt der Strandavatnet-Stausee. Die Bergenbahn verläuft südlich des Hallingskarvet und hat bei Finse, unweit westlich des Hallingskarvet, mit 1222 moh. ihren höchsten Bahnhof. Seit 2006 gehört das Hallingskarvetmassiv zum Hallingskarvet-Nationalpark.
Der Gebirgskamm ist restvergletschert und weist auch im Sommer zahlreiche Schneefelder auf. Darüber hinaus ist er bis auf wenige Moose, Flechten und Gräser nahezu vegetationslos.

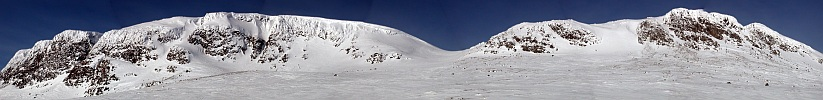
Das Prestholtskarvet, der östliche Teil des Hallingskarvet aus südlicher Blickrichtung